# Nationale Congrespartij
De Nationale Congrespartij (Arabisch: المؤتمر الوطني, al-Mu'tamar al-Waṭanī) was een Soedanese politieke partij die van 1998 tot 2019 bestond. De partij was in die periode ook de regeringspartij (in feite de enige politieke partij) en een werktuig in handen van de dictatoriale regering van president Omar al-Bashir.
Voorlopers van de NCP waren de Revolutionaire Commandoraad voor Nationale Redding (RCCNS, voorlopige regeringsraad) waarvan Bashir van 1989 - het jaar dat hij via een staatsgreep aan de macht kwam - tot de opheffing in 1993 het voorzitterschap bekleedde en het Nationaal Islamitisch Front (NIF) van Hassan al-Turabi. Deze laatste partij was nauw betrokken bij de invoering, implementatie en interpretatie van de sharia-wetgeving in heel Soedan in de jaren na 1989. Bij de ondemocratische verkiezingen van 1996 behaalde het NIF een meerderheid aan zetels. In 1998 besloot Bashir tot de oprichting van de Nationale Congrespartij als de facto enige toegestane partij in het land. Turabi werd aangewezen als de eerste voorzitter. Een conflict tussen president Bashir en Turabi leidde ertoe dat de laatste in 1999 als partijvoorzitter werd ontslagen en als partijlid geroyeerd. Bashir wist op deze wijze zijn machtsbasis te vergroten en in 2000 werd Turabi berecht en tot een gevangenisstraf veroordeeld. Deze laatste richtte kort voor zijn veroordeling de Popular Congress Party (PCP) op als oppositiepartij.
In 2005 ging de Alliantie van de Werkende Krachten van het Volk, de socialistische partij van oud-president Jafaar Numeiri, op in de NCP.
Bij de verkiezingen van 2000, 2010 en 2015 behaalde de NCP telkens een absolute meerderheid in het parlement. Na de politieke omwenteling in 2019 waarbij president Bashir werd afgezet, werd de NCP door de overgangsregering verboden en werden haar bezittingen verbeurd verklaard.
Een duidelijke ideologie had de NCP niet, maar ze steunde over het algemeen het islamitisch fundamentalisme, een strikte naleving van de sharia en het panarabisme. Bovenal streefde de partij echter naar het in stand houden van de militaire dictatuur.

## Verwijzingen
1. ↑  R.S. Kramer, R.A. Lobban Jr., C. Fluehr-Lobban: Historical Dictionary of the Sudan, Scarcrow Press Lanham / Toronto / Plymouth (VK) 20134, p. 311